# Front pour la défense des institutions constitutionnelles
Le Front pour la défense des institutions constitutionnelles (FDIC) est un ancien parti politique marocain créé le 21 mars 1963 par Ahmed Réda Guédira, ami intime et ancien conseiller du roi Hassan II.

## Histoire
La création du Front pour la défense des institutions constitutionnelles vient quelques mois après l'établissement de la première constitution du Maroc indépendant. En effet, le 17 mai 1963 se tenaient les premières élections législatives afin de constituer le parlement marocain. Ahmed Réda Guédira crée alors le FDIC pour contrer l'hégémonie du parti de l'Istiqlal et de l'Union nationale des forces populaires. Le parti remporte d'ailleurs le scrutin de 1963 avant de disparaître progressivement pour devenir un simple souvenir.
Le parti a également remporté le 28 juillet 1963 pour consolider leur victoire, les élections communales de 1963 avec plus de 10 000 sur 11 200 sièges alors que le parti de l'Istiqlal n'en a remporté seulement 721 dont 704 en milieu rural et 17 dans les municipalités.
Dans le parti, on retrouve également le Mouvement populaire (MP) de Mahjoubi Aherdane et le Parti démocratique et de l'indépendance (PDI) de Mohamed Hassan El Ouazzani qui ont rejoint la formation d'Ahmed Réda Guédira lors des législatives de 1963.
Les membres fondateurs du parti étaient, outre Guédira, M’faddal Cherkaoui, Mohamed Laghzaoui, le prince Moulay Ali, Ahmed Bahnini, Driss Slaoui, Moulay Ahmed Alaoui, Mohamed Zeghari.

## Participation aux élections

### Législatives
Le FDIC a participé une seule fois aux législatives. Lors du scrutin de 1963, le parti est arrivé premier et a obtenu 69 sièges sur les 144 constituant la chambre basse du parlement marocain. C'est ainsi sa seule élection législative avant que les partis politiques intégrés dans cette alliance ne la quittent pour reprendre leur autonomie.
| Législatives                  | 1963   |
| Nombre de sièges              | 69/144 |
| Rang                          | 1e     |
| Participation au gouvernement | oui    |

### Communales
Le FDIC a participé une seule fois aux communales. Lors des élections communales au Maroc de 1963, le parti est arrivé premier et a obtenu 10 000 sièges sur les 11 200. C'est ainsi sa seule élection communale avant que le parti disparait. Cette victoire fait également suite aux élections législatives marocaines de 1963 que le parti a remporté haut la main en obtenant 69 des 144 sièges.
| Communales       | 1963        |
| Nombre de sièges | 10000/11200 |
| Rang             | 1e          |